# Oberhürholz
Die Ortschaft Oberhürholz ist ein Ortsteil der Gemeinde Lindlar, Oberbergischen Kreis im Regierungsbezirk Köln in Nordrhein-Westfalen (Deutschland).

## Lage und Beschreibung
Oberhürholz liegt westlich von Lindlar bei Kemmerich. Eine weitere Nachbarortschaft ist Waldbruch.
Hürholz wurde 1487 das erste Mal urkundlich als huyrhoultz erwähnt.

## Busverbindungen
Haltestelle Waldbruch:
- SB42 Lindlar – Immekeppel – Moitzfeld – Bensberg – Refrath – Köln Hbf. (RVK)
- 401 Industriegebiet Klause – Lindlar – Waldbruch – Schmitzhöhe – Hommerich – Kürten Schulzentrum (KWS)
- 421 Berg. Gladbach (S) – Bensberg – Moitzfeld – (Herkenrath) – Immekeppel – Schmitzhöhe – Lindlar (RVK)

## Einzelnachweise

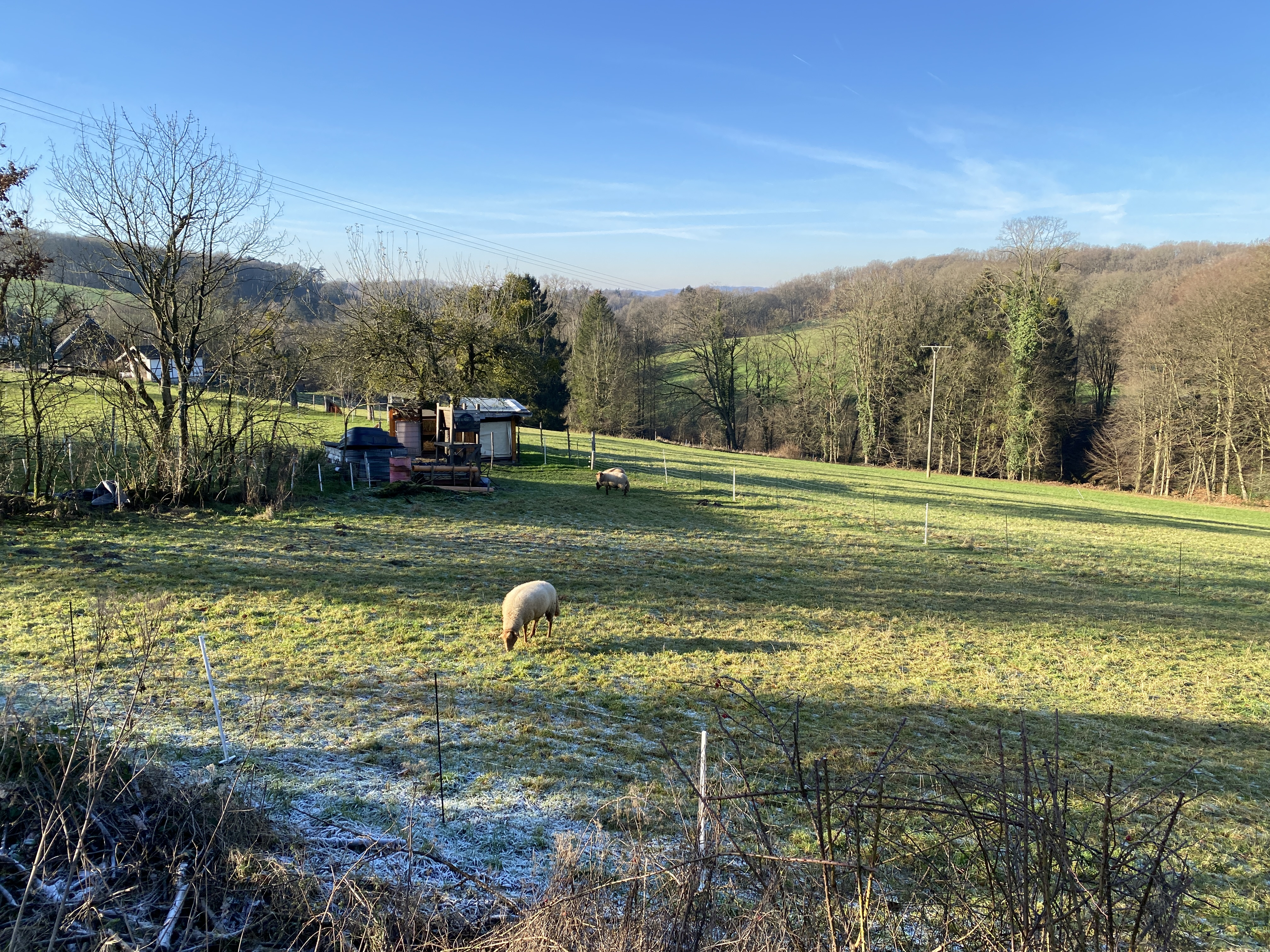
Schafsweide in Oberhürholz